# Ichthyotitan
Ichthyotitan je rod obřího vyhynulého mořského plaza řadícího se mezi ichtyosaury, respektive možná konkrétněji v rámci čeledi Shastasauridae. Jedná se o největšího známého mořského plaza všech dob.

## Objev a popis
Jeho jediný druh představuje I. severnensis, formálně popsaný v roce 2024 paleontologem D. Lomaxem & kol. Fosilní pozůstatky dolní čelisti ichtyotitana, konkrétně kostí zvaných surangulare, pocházejí z území dnešního Somersetu ve Spojeném království a byly datovány do nejsvrchnějšího triasu (věk Rhaetian, před přibližně 202 miliony lety). Celková velikost ichtyotitana činila podle odhadů zhruba 25 m, nebo se alespoň pohybovala v rozmezí 20–26 m; tyto rozměry z něj dělají největšího známého mořského plaza historie Země. Jeho pozůstatky ve fosilním záznamu těsně předcházejí vymírání na přelomu triasu a jury náležící k tzv. „velké pětce vymírání“, které zřejmě vedlo k vymizení obřích linií ichtyosaurů.